# Jamaica Classic
De Jamaica Classic (officieel: Digicel Jamaica Classic, in association with Sony Ericsson) was een golftoernooi van de Europese Senior Tour.

## Winnaars
- 2003:  Ray Carrasco (-5)[1]
- 2004:  Luis Carbonetti (-8) nadat hij de play-off van Terry Gale won.[2]